# Maria de Sena
Maria Victória de Sena (* 14. Juli 2000) ist eine brasilianische Sprinterin, die sich auf die 400-Meter-Distanz spezialisiert hat.

## Sportliche Laufbahn
Erste internationale Erfahrungen sammelte Maria de Sena im Jahr 2019, als sie bei den U20-Südamerikameisterschaften in Cali in 53,80 s die Goldmedaille im 400-Meter-Lauf gewann und auch mit der brasilianischen 4-mal-400-Meter-Staffel in 3:37,24 min siegte. Anschließend belegte sie in 54,21 s den sechsten Platz im Einzelbewerb über 400 Meter bei den U20-Panamerikameisterschaften in San José und belegte im Staffelbewerb trotz neuen U20-Südamerikarekords von 3:34,52 min nur den vierten Platz. 2021 gewann sie dann bei den Südamerikameisterschaften in Guayaquil in 3:36,40 min gemeinsam mit Tábata de Carvalho, Flávia de Lima und Chayenne da Silva die Bronzemedaille in der 4-mal-400-Meter-Staffel hinter den Teams aus Kolumbien und Chile. Mitte Oktober gewann sie dann bei den U23-Südamerikameisterschaften ebendort in 52,86 s die Silbermedaille hinter der Kolumbianerin Angie Palacios und siegte mit der Staffel in 3:38,28 min. Anschließend gelangte sie bei den erstmals ausgetragenen Panamerikanischen Juniorenspielen in Cali mit 54,70 s auf den sechsten Platz über 400 Meter und gewann in der 4-mal-400-Meter-Staffel in 3:33,40 min die Goldmedaille. Im Jahr darauf gewann sie bei den U23-Südamerikameisterschaften in Cascavel in 54,11 s die Silbermedaille hinter der Ecuadorianerin Nicole Caicedo und mit der Staffel siegte sie in 3:37,79 min. Kurz darauf siegte sie bei den Südamerikaspielen in Asunción in 3:21,53 min gemeinsam mit Anderson Henriques, Douglas Mendes und Tábata de Carvalho in der Mixed-Staffel und sicherte sich in 3:35,61 min gemeinsam mit Tábata de Carvalho, Liliane Parrela und Tiffani Marinho die Silbermedaille in der Frauenstaffel hinter dem kolumbianischen Team.
Bei den World Athletics Relays 2024 in Nassau wurde sie in 3:31,60 min Dritte im A-Lauf in der 2. Qualifikationsrunde über 4-mal 400 Meter für die Olympischen Spiele. Kurz darauf siegte sie mit der Mixed-Staffel in 3:17,85 min bei den Ibero-Amerikanischen Meisterschaften in Cuiabá und sicherte sich auch mit der Frauenstaffel in 3:30,72 min die Goldmedaille.

## Persönliche Bestzeiten
- 200 Meter: 23,84 s (+1,4 m/s), 29. Mai 2022 in São Paulo
- 400 Meter: 52,13 s, 17. Februar 2024 in São Paulo